# Marta Rossetti
Pour les articles homonymes, voir Rossetti.
 Marta Rossetti, née le 25 mars 1999 à Salò, est une  skieuse alpine italienne.

## Biographie
En mars 2019 elle prend la 9e place des championnats du monde juniors à Val di Fassa.
L'année suivante, elle remporte le slalom de Coupe d'Europe de Zell am See le 17 janvier 2020, et elle termine à la seconde place du classement de la Coupe d'Europe de slalom. Cette même année elle réalise son premier top-15 en Coupe du monde en s'emparant de la 12e place du slalom de Kranjska Gora le 16 février 2020.
En février 2023, elle se classe 23e des championnats du monde de slalom à Méribel.
Le 26 novembre 2023, elle réalise une magnifique performance en Coupe du monde en se classant 5e du slalom de Killington. Le 4 avril 2024, elle est sacrée championne d'Italie de slalom à Senales.
Fin février elle dispute ses seconds championnats du monde à Saalbach. Elle y obtient la 15e place en slalom et la 8e en combiné par équipe (elle forme l'équipe Italie 3 avec Nicol Delago). Elle termine sa saison à la 26e place de la coupe du mode de slalom avec notamment un nouveau top-10 (8e du slalom d'Åre en mars). Début avril elle est à nouveau championne d'Italie de slalom à Moena.

## Palmarès

### Championnats du monde
| Édition / Epreuve      | Descente | Super G | Slalom géant | Slalom | Combiné par équipe | Parallèle | Team event |
| Mondiaux 2023 Méribel  | -        | -       | -            | 23e    | -                  | -         | -          |
| Mondiaux 2025 Saalbach | -        | -       | -            | 15e    | 8e                 | -         | -          |

### Coupe du monde
- 51 épreuves disputées (à fin mars 2025)
- Meilleur classement général : 73e en 2024 avec  67 points.
- Meilleur classement de slalom : 26e en 2025 avec 47 points.
- 5 tops-15 dont 2 tops-10 en slalom
- Meilleur résultat sur une épreuve de coupe du monde de slalom : 5e sur le slalom de Killington le 26 novembre 2023.

#### Classements
| Saison / Épreuve | Saison / Épreuve | Général | Général | Descente | Descente | Super G | Super G | Géant  | Géant  | Slalom | Slalom | Combiné | Combiné |
| ---------------- | ---------------- | ------- | ------- | -------- | -------- | ------- | ------- | ------ | ------ | ------ | ------ | ------- | ------- |
| Saison / Épreuve | Saison / Épreuve | Class.  | Points  | Class.   | Points   | Class.  | Points  | Class. | Points | Class. | Points | Class.  | Points  |
| 2020             | 2020             | 89e     | 31      | -        | -        | -       | -       | -      | -      | 31e    | 31     | -       | -       |
| 2021             | 2021             | 84e     | 35      | -        | -        | -       | -       | -      | -      | 34e    | 35     | -       | -       |
| 2023             | 2023             | 76e     | 61      | -        | -        | -       | -       | -      | -      | 34e    | 61     | -       | -       |
| 2024             | 2024             | 73e     | 67      | -        | -        | -       | -       | -      | -      | 30e    | 67     | -       | -       |
| 2025             | 2025             | 75e     | 47      | -        | -        | -       | -       | -      | -      | 26e    | 47     | -       | -       |

### Championnats du monde juniors
| Épreuve / Édition          | Descente | Super G | Slalom géant | Slalom | Combiné | Team event |
| Mondiaux 2019 Val di Fassa | -        | -       | -            | 9e     | -       | -          |

### Coupe d'Europe
5 podiums dont 2 victoires :
- slalom de Zell am See le 17 janvier 2020
- slalom de Valle Aurina le 19 décembre 2024

#### Classements
| Saison / Épreuve | Saison / Épreuve | Général | Général | Descente | Descente | Super G | Super G | Slalom géant | Slalom géant | Slalom | Slalom | Combiné | Combiné |
| ---------------- | ---------------- | ------- | ------- | -------- | -------- | ------- | ------- | ------------ | ------------ | ------ | ------ | ------- | ------- |
| Saison / Épreuve | Saison / Épreuve | Class.  | Points  | Class.   | Points   | Class.  | Points  | Class.       | Points       | Class. | Points | Class.  | Points  |
| 2020             | 2020             | 10e     | 402     | -        | -        | -       | -       | -            | -            | 2e     | 402    | -       | -       |